# Lava (Album)
Lava ist ein 2004 erschienenes Musikalbum der deutschen Band Das Ich. Es wurde in zwei verschiedenen Ausführungen herausgegeben: Lava: Glut ist das normale Album, das zusammen mit einer DVD herausgegeben wurde, bei Lava: Asche handelt es sich um ein Remixalbum, bei dem Terminal Choice und Wumpscut an zwei Liedern beteiligt waren. Zusätzlich existieren eine US-Version des Albums und eine für Frankreich bestimmte Veröffentlichung.
Das Cover beider Album-Versionen zeigt die Köpfe der drei Bandmitglieder hintereinander, wobei es bei Glut rot und bei Asche gelb gefärbt ist. Bei den Ausgaben steht jeweils unter dem Bandlogo nur der Album-Name Lava, nur die Färbungen zeigen, um welche Version es sich handelt. Jedes Cover stellt eine Spiegelung des anderen dar.
Musikalisch setzt das Album den Weg fort, den es mit dem Vorgänger-Album Anti’christ begonnen hatte. Die elektronische Klangerzeugung wird mit klassischen Instrumentengruppen gepaart, die Drums sind noch treibender als zuvor.
Die von Ackermann verfassten Texte kreisen um die Themen Tod und Leben, Liebe und Hass sowie Freude und Leid, wobei sie jedoch weniger endzeitlich ausfallen, als das bei Anti’christ noch der Fall war. Auch sind diese kaum mit Blasphemie versehen, wie dies bei früheren Veröffentlichungen der Fall war.

## Titelliste zu „Lava: Glut“
1. Schwarzer Stern – 4:50
2. Meine Wiege – 4:45
3. Fieber – 5:25
4. Sehnsucht – 6:41
5. Tot im Kopf – 4:26
6. Vulkan – 4:04
7. Uterus – 4:18
8. Seele tanzt – 3:41
9. Lava – 5:20
10. Urkraft – 4:53

## Titelliste zu „Lava: Asche“
1. Schwarzer Stern – 5:27
2. Uterus (Vergib mir) – 5:41
3. Meine Wiege – 5:08
4. Vulkan – 4:26
5. Seele tanzt (Lass mich frei) – 4:55
6. Tot im Kopf – 4:45
7. Sehnsucht – 4:54
8. Fieber – 5:00
9. Schwarzer Stern (Reworked By Terminal Choice) – 5:01
10. Vulkan (Reworked By Wumpscut) – 4:19

## Über die Bonus-DVD
Die bei Lava: Glut beiliegende DVD enthält Live-Videos der Lieder Die Propheten, Kain und Abel, Der Schrei, Kindgott, Garten Eden und Destillat sowie ein zusammengestelltes Video mit Szenen und Bildern der USA-Tour von 2004. Zusätzlich sind noch Bilder der aus Kramm und Ackermann bestehende Gruppe zu sehen, darunter auch die Coverabbildungen aller bisherigen Veröffentlichungen von Das Ich.

## Sonstiges
- Der von 2001 bis 2006 als Live-Keyboarder eingesetzte Kain Gabriel Simon, der auf dem Lava-Album zusammen mit Kramm die Background Vocals macht, wird im Booklet als festes Mitglied der Band aufgelistet. Es ist das erste Mal, dass die Band aus mehr Personen als Kramm und Ackermann besteht.
- Nachdem auf dem Album Anti’christ die Texte des Booklets in Frakturschrift jedoch nur mit rundem „s“ abgedruckt waren, ist Lava nun wieder in Antiqua abgedruckt. Die verwendete Typographie dabei stammt von Tina Kramm.
- Das vorletzte Lied auf der Asche-Version des Albums wird als weitere Version von „Schwarzer Stern“ angegeben, jedoch handelt es sich mehr um eine weitere Version von „Vulkan“, die jedoch Teile des Textes aus „Schwarzer Stern“ beinhaltet. Der Anteil von „Vulkan“ überwiegt hierbei jedoch deutlich.